# Sørvik
Sørvik (ou Sørvika) est une localité du comté de Troms, en Norvège.

## Géographie
Administrativement, Sørvik fait partie de la kommune de Harstad.